# Congregació Beit Simchat Torah
La Congregació Beit Simchat Torah és una sinagoga localitzada a l'illa de cases Manhattan a Nova York, Estats Units d'Amèrica. Fou fundada el 1973 i coneguda com la primera sinagoga LGBT del món. l'associació serveix als jueus de totes les orientacions sexuals i identitats així com als seus familiars i amics; es dedica a la difusió dels valors del judaisme amb activisme a favor dels drets LGBT. La congregació està dirigida per la rabina Sharon Kleinbaum, assistida per Yael Rapport.

## Història
La congregació fou fundada el 1973 per 12 jueus homosexuals, per a l'any 1978 començaren llogant un espai en el complex artístic i comunitari Westbeth Artists Community, un lloc que reuneix oficines, escoles hebrees i un santuari. El 2012 es va celebrar el 20 aniversari de la rabina Sharon Kleinbaum al cap de l'organització. Amb al voltant de 1.100 membres, l'organització no solament es dedica a promoure els drets de la comunitat LGBT jueva, també ha contribuït en la difusió del judaisme en les seues branques com la reformista i la reconstruccionista, els quals comencen a acceptar estudiants gais homosexuals per a rabins i reconeixen les bodes de parelles del mateix sexe. El juny de 2011 la congregació va obtindre un lloc per a establir-se al centre de Manhattan, un condomini comercial entre las avingudes Avenue of the Americas i la Seventh Avenue. La Beit Simchat Torah no difereix d'altres sinagogues tradicionals quant a salons però és l'única amb un gran espai dedicat a banys per a gènere neutre, garantitzant el suport a totes las identitats. L'organització llar de persones gai i lesbianes jueves fou una de les organitzacions que lluitaren contra les malalties de transmissió sexual l'any 1980, a més que compta amb les característiques de ser més diversa i donar la benvinguda a persones molt joves.